# HMAS Nambucca
HMAS Nambucca – australijski trałowiec pomocniczy służący w Royal Australian Navy (RAN) w okresie II wojny światowej, w 1943 przekazany United States Navy (USN) gdzie służył jako pływająca stacja demagnetyzacyjna.

## Historia
Drewniany kabotażowiec Nambucca został zbudowany w 1936 w stoczni E. Wright w Tuncurry dla linii North Coast Steam Navigation Co. Napęd statku stanowiły stare maszyny parowe zbudowane około 1899.
Po wybuchu wojny statek został zarekwirowany przez RAN 7 listopada 1939 i przystosowany do roli trałowca.  Do służby wszedł 10 stycznia 1940.  19 kwietnia 1943 okręt został przekazany USN gdzie otrzymał nazwę USS YDG-5 i został przystosowany do roli pływającej stacji demagnetyzacyjnej.  Okręt wszedł do służby 31 lipca 1944 po przystosowaniu go do roli stacji demagnetyzacyjnej co miało miejsce w zakładach Evans & Deakin w Brisbane.  W listopadzie 1945 okręt stał się niezdatny do żeglugi, 30 grudnia YDG-5 został wycofany ze służby, 7 lutego 1946 został skreślony z listy okrętów USN, a dzień później okręt został zniszczony.